# Налбандян, Дмитрий Аркадьевич
Дми́трий Арка́дьевич Налбандя́н (2 [15] сентября 1906, Тифлис, Российская империя — 2 июля 1993, Москва, Россия) — советский художник-живописец, мастер портрета, аниматор армянского происхождения. Народный художник СССР (1969). Герой Социалистического Труда (1976). Лауреат Ленинской премии (1982) и двух Сталинских премий (1946, 1951). Лауреат премии имени Джавахарлала Неру (1970)
Один из наиболее известных официальных портретистов советской эпохи.

## Биография
Дмитрий Аркадьевич (Аршакович) Налбандян родился 2 (15) сентября 1906 года в Тифлисе (ныне Тбилиси). Его двоюродная сестра (их отцы — Аршак и Степан — родные братья) — Ашхен Степановна Налбандян, мать Булата Окуджавы. Отец — Аршак Мкртитичич Налбандян, рабочий, кочегар, мать — Айкануш Карапетовна, домохозяйка. В семье было еще 4 сестры. С самого детства родители поддерживали увлечение рисованием у сына. Отец покупал ему альбомы и акварели.
В 1914 году семья переехала в Тбилиси. В 1917 году, в городе, заполненном большевиками, меньшевиками и эсерами, Арташес Налбандян был убит. Дмитрий (Мито) устроился работать подсобным рабочим в кочегарку, но продолжал занятия рисованием: ходил в кружок художественной самодеятельности, а затем в подготовительную художественную школу.  В 1922 году поступил в художественное училище. В 1924—1929 годах учился в Тбилисской академии художеств у Е. Е. Лансере и Е. М. Татевосяна, после чего работал художником-мультипликатором в «Госкинопроме Грузии» и на Одесской киностудии. Художник-карикатурист в газетах Грузии (1929).
В 1931 переехал в Москву. В 1931—1934 годах — мультипликатор студии «Межрабпомфильм» (ныне киностудия имени М. Горького). Во время войны Налбандян переезжает в Армению и участвовует в выпуске «Окон АрмТАГ» в Ереване (1941—1944).
В 1956 году получил квартиру на улице Горького 8/2. В этом доме жили Демьян Бедный, Илья Эренбург, Михаил Ромм.  На 4 этаже располагалась квартира, а на 9-м — мастерская художника. В этом же доме были мастерские Кукрыниксов, Николая Жукова, Федора Константинова, Владимира Минаева.  После войны в мастерскую Налбандяна приезжают заказывать портреты члены Политбюро, военные самых высоких рангов, политические деятели. Он получил известность прежде всего как мастер советского парадного портрета, хотя также работал в жанрах пейзажа и натюрморта. Создал портреты многих представителей советской партийной элиты (в том числе И. В. Сталина, Н. С. Хрущёва, Л. И. Брежнева), за что в художественных кругах его называли «Первая кисть политбюро».
Академик АХ СССР (1953; член-корреспондент 1947). В 1965 году Д. А. Налбандяну было присвоено звание Народного художника Армянской ССР.  Член Президиума АХ СССР (1974—1993). Член Союза художников СССР.
Член ВКП(б) с 1948 года.
« …мы обеднили бы представление о мастере, если бы ограничились определением Налбандяна лишь как художника-публициста. Его искусство сложнее. В произведениях живописца много поэтического чувства, лирики. Эта поэтическая сторона творчества не менее значима и дает лучшим произведениям художника теплоту и жизненную полнокровность». А. Парамонов.
Умер 2 июля 1993 года в Москве от острой сердечной недостаточности. Похоронен на Новодевичьем кладбище.

### Семья
- Сестра — Маргарита Налбандян (1915—2011). Племянница (дочь сестры) — Сильва Соломоновна Навтикова (1941—2016).
- Сестра — Арпеник Налбандян (1916—1964), художница. Заслуженный художник Армянской ССР (1956).
- Жена — Терехова Валентина Михайловна (1917—1991).
  - Сын — Налбандян Аркадий Дмитриевич (1938—1980), сотрудник НИИ теории и истории изобразительных искусств АХ СССР.

## Награды и звания
- Герой Социалистического Труда (1976)
- Заслуженный деятель искусств РСФСР (1951)
- Народный художник Армянской ССР (1965)
- Народный художник СССР (1969)
- Ленинская премия (1982) — за серию картин, посвящённых В. И. Ленину
- Сталинская премия первой степени (1946) — за портрет И. В. Сталина (1944—1945)
- Сталинская премия второй степени (1951) — за картину «Великая дружба» (1950) и за картину «Власть Советам — мир народам» (1950, с соавторами)
- Орден Ленина (1976)
- Орден Октябрьской Революции (22 августа 1986)
- Орден Трудового Красного Знамени
- Медаль «В память 800-летия Москвы»
- Медаль «За доблестный труд в Великой Отечественной войне 1941—1945 гг.»
- Премия имени Джавахарлала Неру (1970)[8].
- Золотая медаль АХ СССР (1978) — за групповой портрет деятелей армянской культуры «Вернатун».

## Выставки
- 1977 — Япония
- 1977 — Финляндия
- 1979 — Париж
- 1983 — Лион
- 1993 — Москва, Центральный выставочный зал «Манеж»[9]
- 2006 — Москва, Новый Манеж.

## Работы
Произведения художника хранятся в Третьяковской галерее, Музее современной истории России, Русском музее. Один из автопортретов художника находится в галерее Уффици (Флоренция).
- «Сталин в Батумской типографии»
- «Великая дружба» (1950)
- «Выступление С. М. Кирова на 17-м съезде партии» (1935, Музеи Московского Кремля);
- «Торжественный приём в Кремле 24 мая 1945 года»
- «Власть Советам — мир народам» (с соавторами: В. Н. Басов, Н. П. Мещанинов, М. А. Суздальцев, В. А. Прибыловский; 1948—1950, Ульяновский областной художественный музей);
- «Накануне Октябрьской революции» (1970—1973, Большой Кремлёвский дворец, Москва)
- «Вернатун» (1974—1976)
- «В. И. Ленин и Н. К. Крупская в деревне Кашино с народом»
- «Л. И. Брежнев на Малой земле» (1975, ГРМ)

### Портреты
- А. Исаакяна (1940, Картинная галерея Армении, Ереван),
- С. Микаеляна (1969, частная коллекция, Гюмри),
- И. В. Сталина (1945, ГТГ)
- В. И. Соболевой-Белинской — последний портрет работы Д. А. Налбандяна (1993)

## Музеи
В 1992 году художник передал в дар городу Москве часть коллекции своих произведений, на базе которой Правительство Москвы постановило создать «Музей-мастерскую народного художника СССР Д. А. Налбандяна». Впоследствии эта коллекция пополнилась фотографиями, рисунками и живописными этюдами, которые подарила музею сестра художника — Маргарита Налбандян. В настоящее время этот музей-мастерская является структурным подразделением Музейно-выставочного объединения «Манеж».